# Specie di Elymus
Elenco delle specie di Elymus:

## A

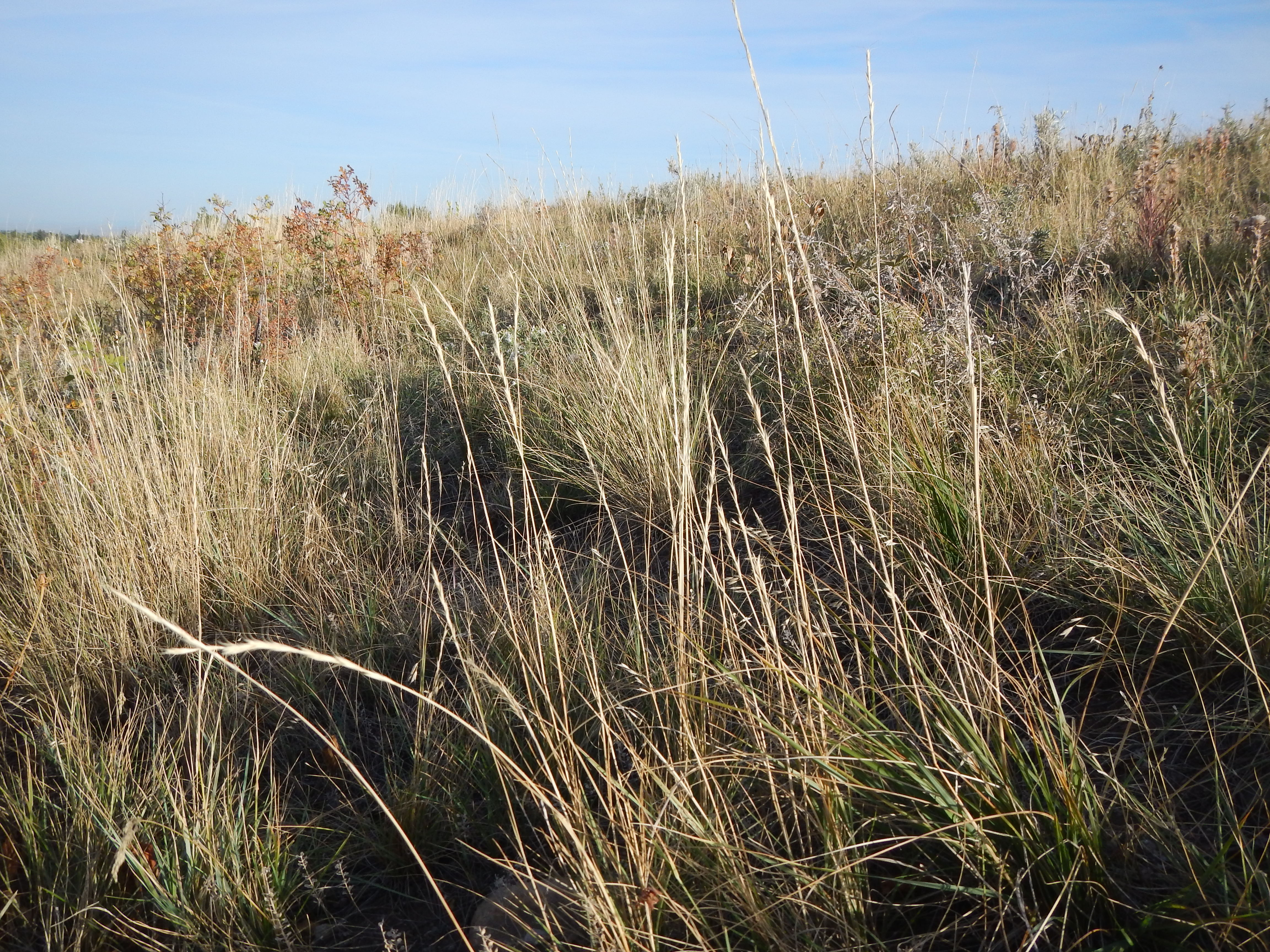
Elymus albicans

- Elymus abolinii (Drobow) Tzvelev, 1968
- Elymus aenaeanus (Hohla & H.Scholz) W.Lippert & Meierott ex Hohla, 2017
- Elymus afghanicus (Melderis) G.Singh, 1983
- Elymus africanus Á.Löve, 1984
- Elymus alaskanus (Scribn. & Merr.) Á.Löve, 1970
- Elymus albicans (Scribn. & J.G.Sm.) Á.Löve, 1980
- Elymus alienus (Keng) S.L.Chen, 1997
- Elymus alpinus L.B.Cai, 1999
- Elymus altissimus (Keng & S.L.Chen) Á.Löve ex B.Rong Lu, 1995
- Elymus amgensis Tzvelev, 2008
- Elymus angsaiensis S.L.Lu & Y.H.Wu, 2008
- Elymus angulatus J.Presl, 1830
- Elymus angustispiculatus S.L.Chen & G.H.Zhu, 2002
- Elymus anthosachnoides (Keng & S.L.Chen) Á.Löve ex B.Rong Lu, 1995
- Elymus antiquus (Nevski) Tzvelev, 1968
- Elymus × apiculatus (F.A.Tscherning) Barina, 2018
- Elymus arcuatus (Golosk.) Tzvelev, 1972
- Elymus aristiglumis (Keng & S.L.Chen) S.L.Chen, 1988
- Elymus arizonicus (Scribn. & J.G.Sm.) Gould, 1947
- Elymus atratus (Nevski) Hand.-Mazz., 1922

## B
- Elymus bakeri (E.E.Nelson) Á.Löve, 1980
- Elymus barbicallus (Ohwi) S.L.Chen, 1988
- Elymus barystachyus L.B.Cai, 1993
- Elymus borianus (Melderis) Cope, 1982
- Elymus × brachyphyllus (Boiss. & Hausskn.) Á.Löve, 1984
- Elymus brevipes (Keng & S.L.Chen) S.L.Chen, 2006
- Elymus burchan-buddae (Nevski) Tzvelev, 1968
- Elymus buschianus (Roshev.) Tzvelev, 1972

## C

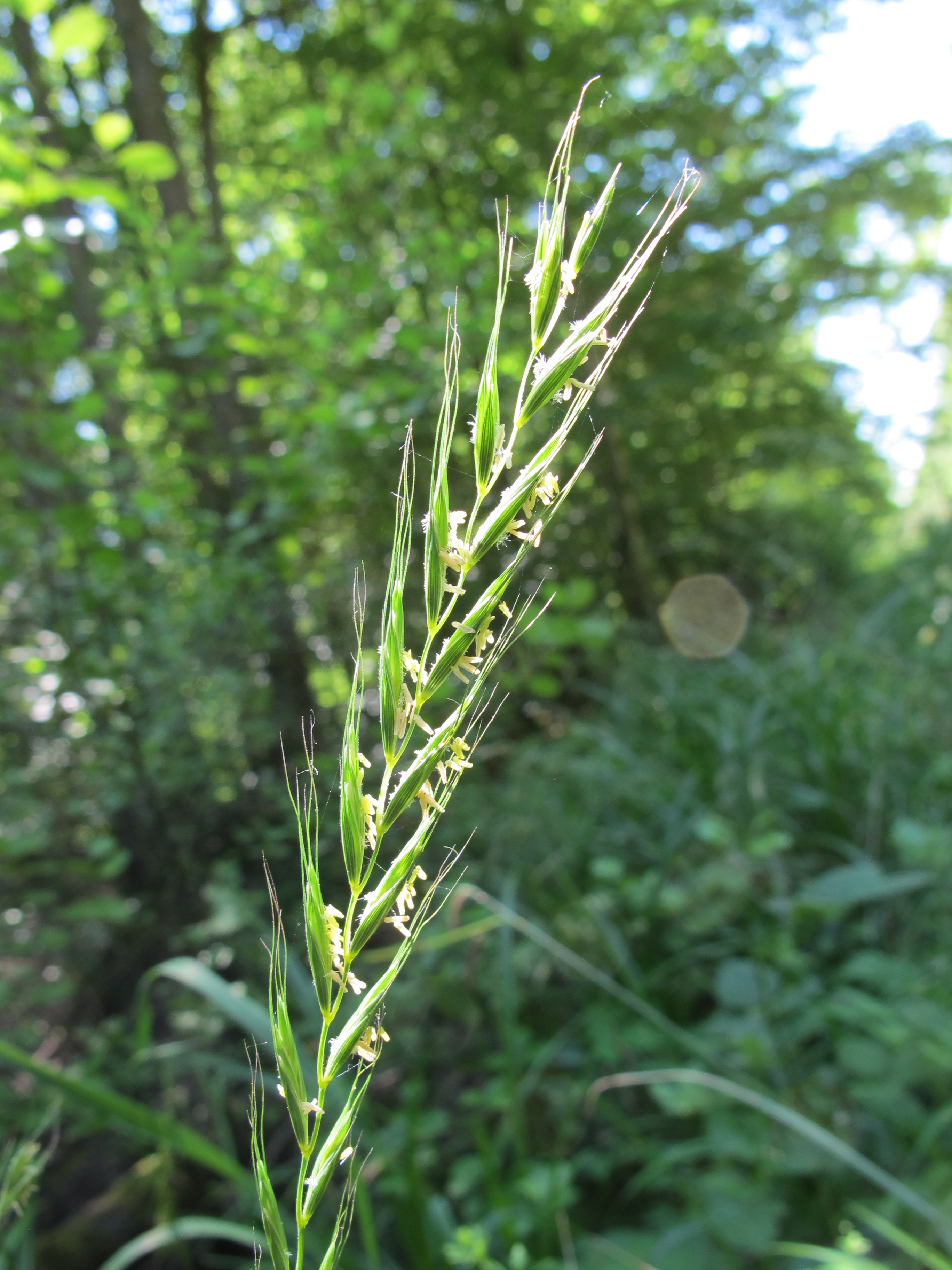
Elymus caninus

- Elymus cacuminis B.Rong Lu & B.Salomon, 1993
- Elymus caesifolius Á.Löve ex S.L.Chen, 2006
- Elymus caianus S.L.Chen & G.H.Zhu, 2002
- Elymus calcicola (Keng) S.L.Chen, 2006
- Elymus calderi Barkworth, 1987
- Elymus californicus (Bol. ex Thurb.) Gould, 1947
- Elymus canadensis L., 1753
- Elymus caninus (L.) L., 1755
- Elymus caucasicus (K.Koch) Tzvelev, 1972
- Elymus cheniae (L.B.Cai) G.H.Zhu, 2002
- Elymus churchii J.J.N.Campb., 2006
- Elymus ciliaris (Trin.) Tzvelev, 1972
- Elymus clivorum Melderis, 1984
- Elymus colorans (Melderis) Á.Löve, 1984
- Elymus confusus (Roshev.) Tzvelev, 1968
- Elymus cordilleranus Davidse & R.W.Pohl, 1992
- Elymus coreanus Honda, 1930
- Elymus curtiaristatus (L.B.Cai) S.L.Chen & G.H.Zhu, 2002
- Elymus curvatiformis (Nevski) Á.Löve, 1984
- Elymus × czilikensis (Drobow) Tzvelev, 1968
- Elymus czimganicus (Drobow) Tzvelev, 1968

## D
- Elymus dahuricus Turcz. ex Griseb., 1852
- Elymus debilis (L.B.Cai) S.L.Chen & G.H.Zhu, 2002
- Elymus dentatus (Hook.f.) Tzvelev, 1970
- Elymus diversiglumis Scribn. & C.R.Ball, 1901
- Elymus dolichatherus (Keng) S.L.Chen, 2006
- Elymus dolichorhachis S.L.Lu & Y.H.Wu, 2013
- Elymus × dorei (Bowden) Barkworth & D.R.Dewey, 1985
- Elymus dorudicus (Assadi) Assadi, 2017
- Elymus drobovii (Nevski) Tzvelev, 1972
- Elymus durus (Keng) S.L.Chen, 2006
- Elymus duthiei (Melderis) G.Singh, 1983

## E

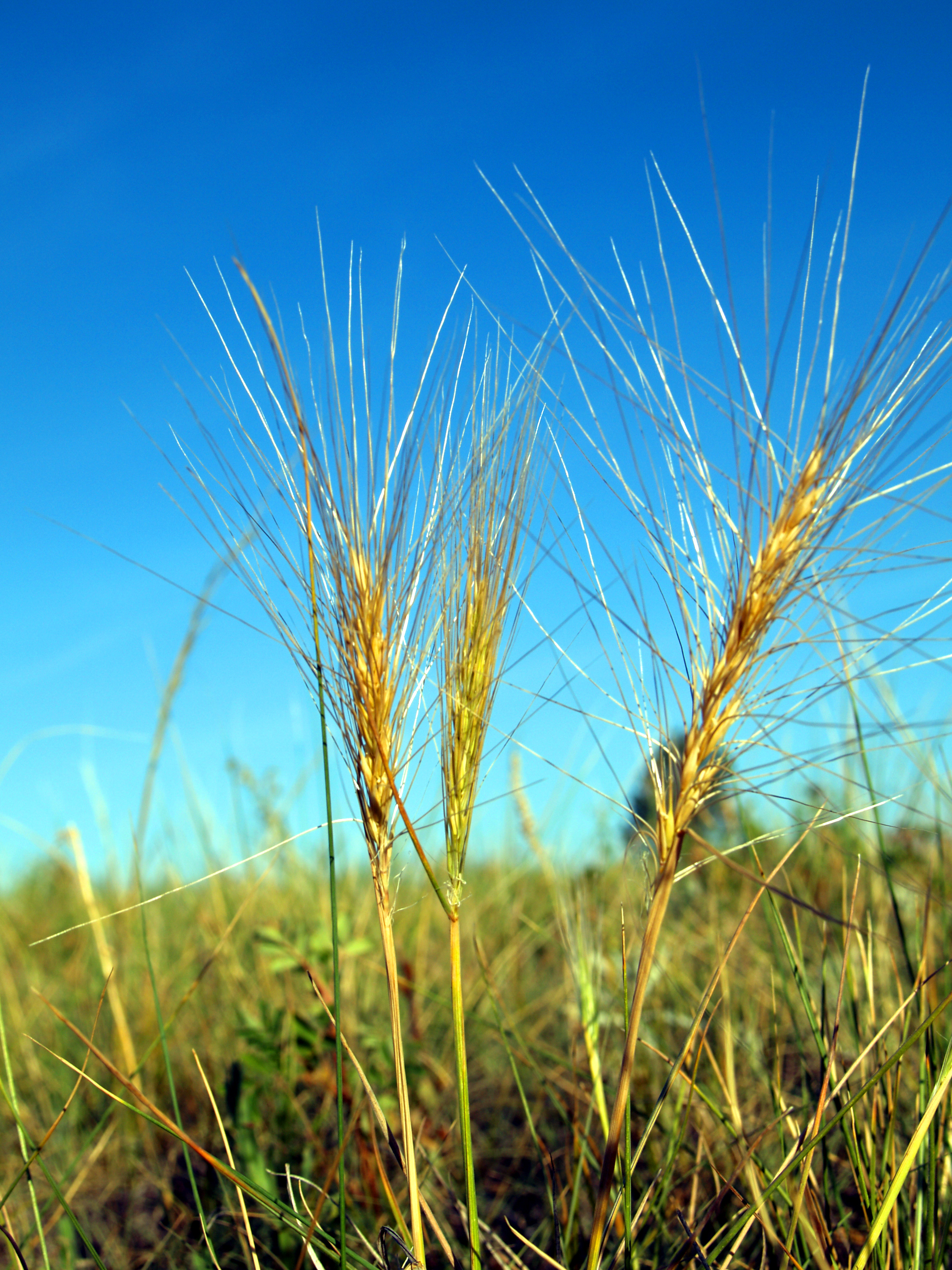
Elymus elymoides

- Elymus × ebingeri  G.C.Tucker, 1996
- Elymus edelbergii  (Melderis) O.Andersson & Podlech, 1976
- Elymus elymoides  (Raf.) Swezey, 1891
- Elymus erosiglumis  Melderis, 1984

## F
- Elymus fedtschenkoi Tzvelev, 1973
- Elymus festucoides (Maire) Ibn Tattou, 1998
- Elymus fibrosus (Schrenk) Tzvelev, 1970
- Elymus formosanus (Honda) Á.Löve, 1984

## G

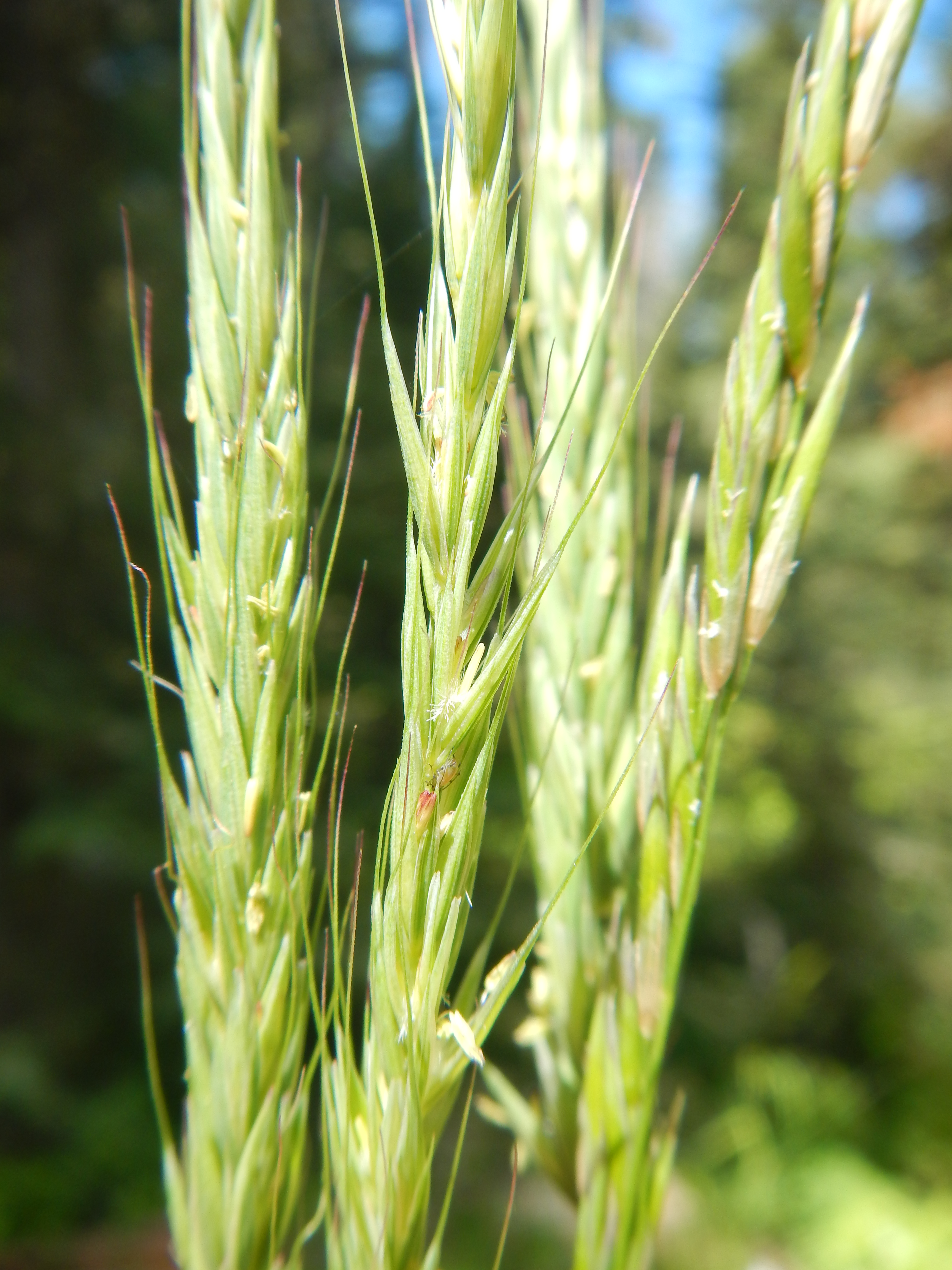
Elymus glaucus

- Elymus glaberrimus (Keng & S.L.Chen) S.L.Chen, 1988
- Elymus glaucissimus (Popov) Tzvelev, 1972
- Elymus glaucus Buckley, 1863
- Elymus gmelinii (Trin.) Tzvelev, 1968
- Elymus grandis (Keng) S.L.Chen, 2006

## H
- Elymus × hansenii Scribn., 1968

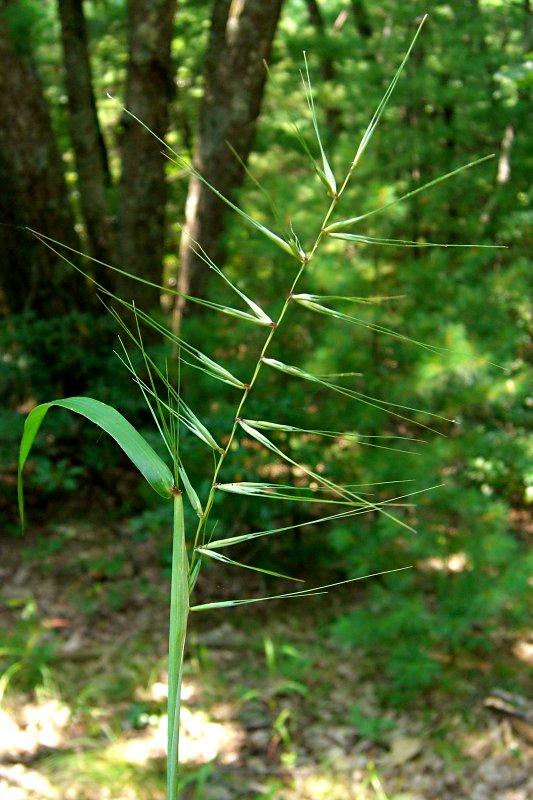
Elymus hystrix

- Elymus himalayanus (Nevski) Tzvelev, 1972
- Elymus hirsutus J.Presl, 1830
- Elymus hitchcockii Davidse, 1993
- Elymus hoffmannii K.B.Jensen & Asay, 1996
- Elymus hondae (Kitag.) S.L.Chen, 1988
- Elymus hongyuanensis (L.B.Cai) S.L.Chen & G.H.Zhu, 2002
- Elymus hordeoides (Suksd.) Barkworth & D.R.Dewey, 1985
- Elymus humidorum (Ohwi & Sakam.) Á.Löve, 1984
- Elymus humilis (Keng & S.L.Chen) S.L.Chen, 1988
- Elymus hybridus (Keng) S.L.Chen, 2006
- Elymus hystrix L., 1753

## I
- Elymus × incertus H.Hartmann, 1984
- Elymus × interjacens (Melderis) G.Singh, 1983
- Elymus interruptus Buckley, 1862
- Elymus intramongolicus (Shan Chen & W.Gao) S.L.Chen, 1988
- Elymus ircutensis Peschkova, 1990

## J
- Elymus jacquemontii (Hook.f.) Tzvelev, 1968
- Elymus jacutensis (Drobow) Tzvelev, 1972

## K
- Elymus karakabinicus Kotukhov, 1992
- Elymus khokhrjakovii Tzvelev, 2008
- Elymus kuramensis (Melderis) Cope, 1982

## L

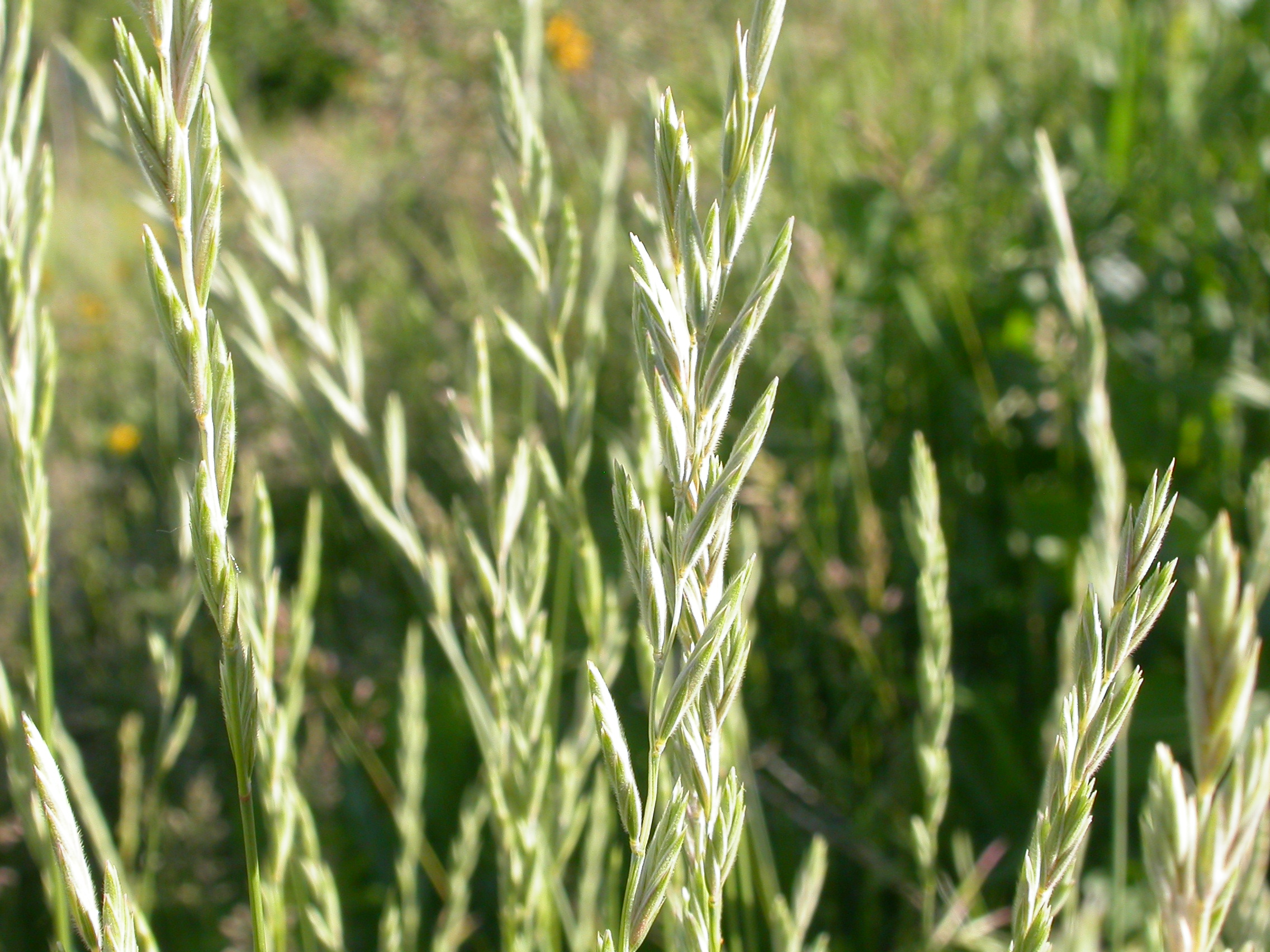
Elymus lanceolatus

- Elymus lancangensis S.L.Lu & Y.H.Wu, 2007
- Elymus lanceolatus (Scribn. & J.G.Sm.) Gould, 1949
- Elymus laxinodis (L.B.Cai) S.L.Chen & G.H.Zhu, 2002
- Elymus lazicus (Boiss.) Melderis, 1984
- Elymus leiotropis (Keng) S.L.Chen, 2006
- Elymus lenensis (Popov) Tzvelev, 1973
- Elymus lolioides (P.Candargy) Melderis, 1978
- Elymus longearistatus (Boiss.) Tzvelev, 1972
- Elymus longifolius (J.G.Sm.) Gould, 1974

## M

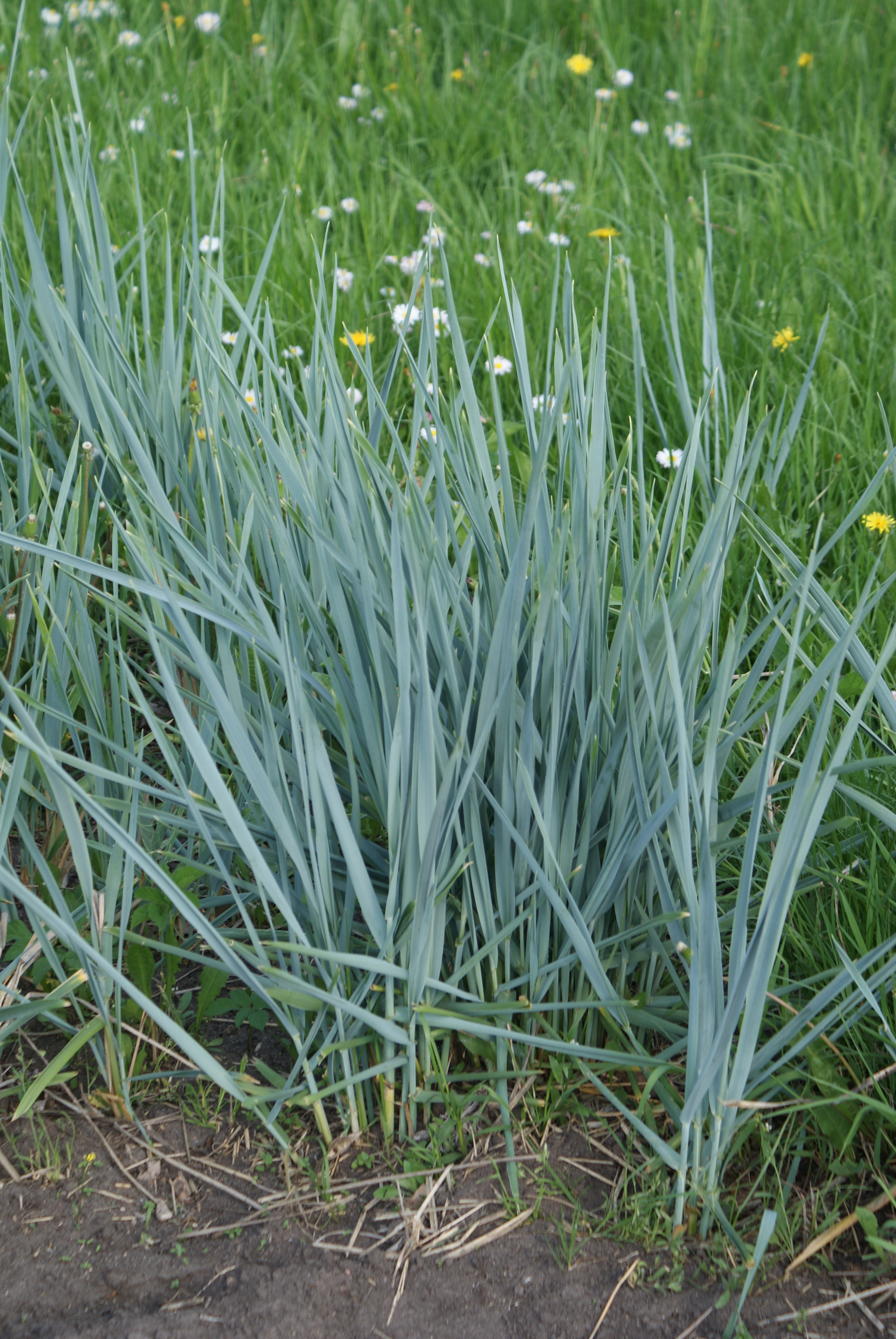
Elymus magellanicus

- Elymus macgregorii R.E.Brooks & J.J.N.Campb., 2000
- Elymus macrochaetus (Nevski) Tzvelev, 1972
- Elymus macrourus (Turcz.) Tzvelev, 1970
- Elymus magellanicus (É.Desv.) Á.Löve, 1984
- Elymus magnicaespes D.F.Cui, 1990
- Elymus magnipodus (L.B.Cai) S.L.Chen & G.H.Zhu, 2002
- Elymus × maltei Bowden, 1964
- Elymus margaritae A.V.Agaf., Kobozeva & B.Salomon, 2015
- Elymus × mayebaranus (Honda) S.L.Chen, 1988
- Elymus mendocinus (Parodi) Á.Löve, 1984
- Elymus × mossii (Lepage) Barkworth & D.R.Dewey, 1935
- Elymus multisetus (J.G.Sm.) Burtt Davy, 1902
- Elymus mutabilis (Drobow) Tzvelev, 1968

## N
- Elymus nakaii (Kitag.) S.L.Chen, 2006
- Elymus nepalensis (Melderis) Melderis, 1978
- Elymus nipponicus Jaaska, 1974
- Elymus nodosus (Steven ex Griseb.) Melderis, 1978
- Elymus × nothus (Melderis) G.Singh, 1983
- Elymus nutans Griseb., 1868

## P

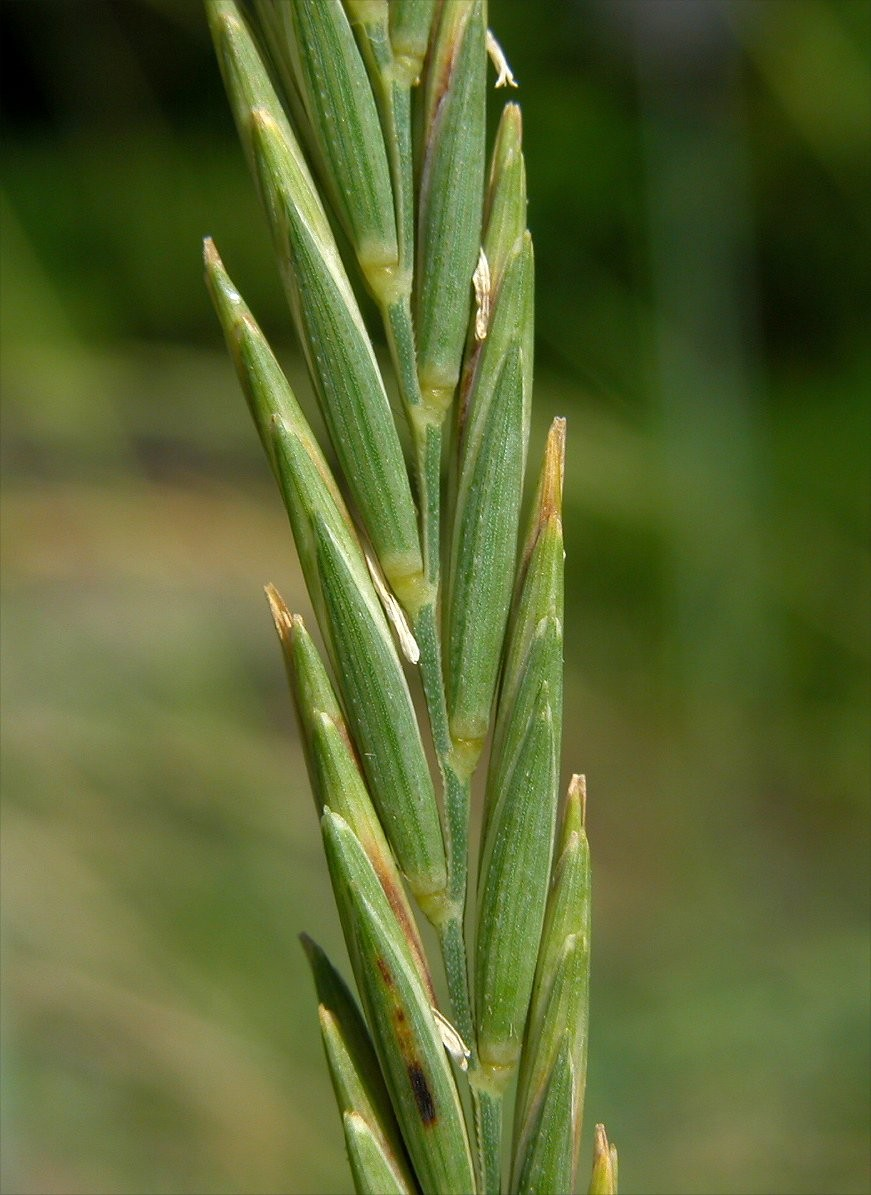
Elymus pungens

- Elymus × palmerensis (Lepage) Barkworth & D.R.Dewey, 1985
- Elymus panormitanus (Parl.) Tzvelev, 1970
- Elymus patagonicus Speg., 1897
- Elymus pendulinus (Nevski) Tzvelev, 1986
- Elymus petrovii Tzvelev, 2008
- Elymus praeruptus Tzvelev, 1972
- Elymus probatovae Tzvelev, 2008
- Elymus pseudocaninus G.H.Zhu & S.L.Chen, 2006
- Elymus × pseudorepens (Scribn. & J.G.Sm.) Barkworth & D.R.Dewey, 1984
- Elymus puberulus (Keng) S.L.Chen, 2006
- Elymus pulanensis (H.L.Yang) S.L.Chen, 1988
- Elymus pungens (Pers.) Melderis, 1978
- Elymus purpurascens (Keng) S.L.Chen, 2006

## Q
- Elymus qingnanensis S.L.Lu & Y.H.Wu, 2013

## R
- Elymus repens  (L.) Gould

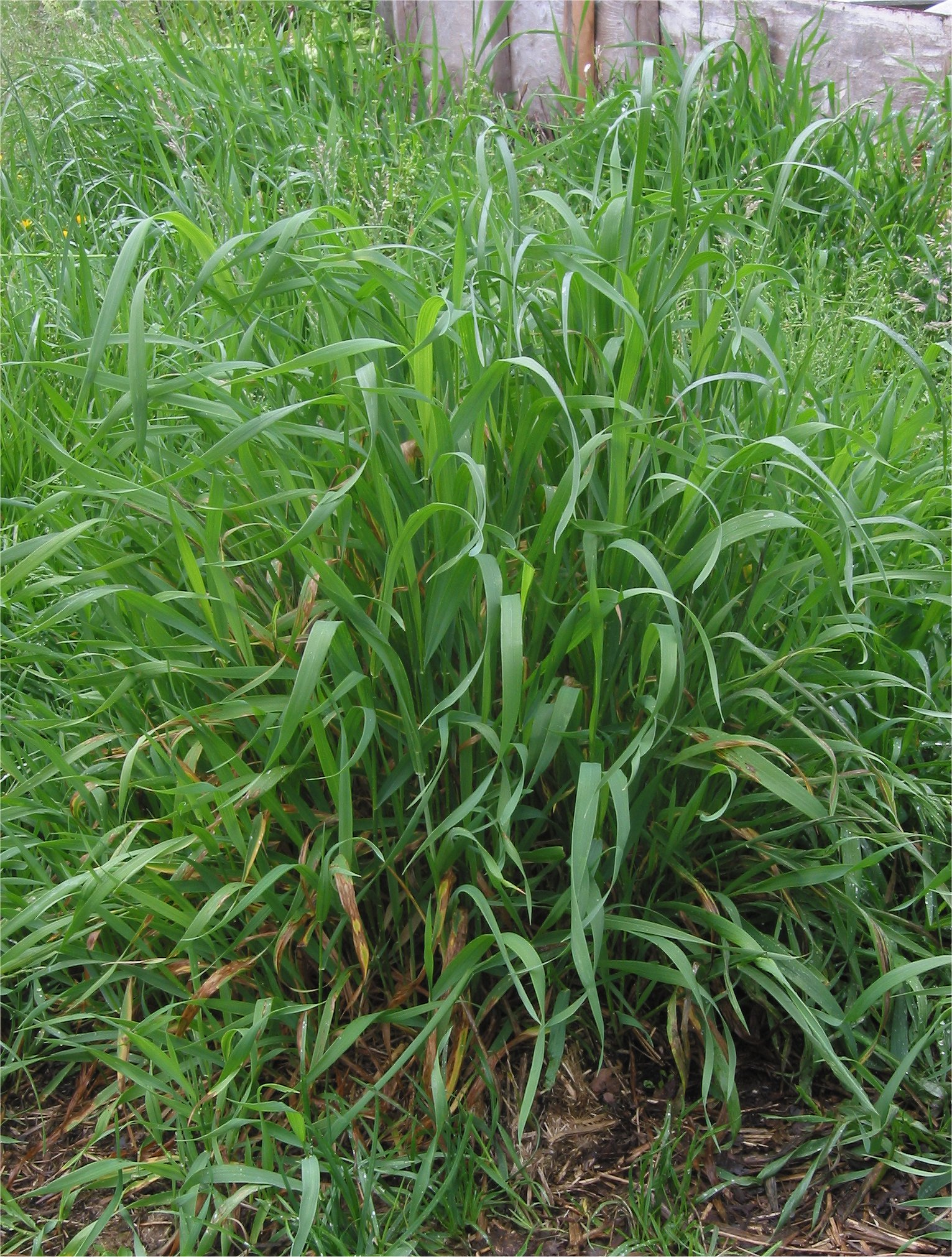
Elymus repens

- Elymus retroflexus  B.Rong Lu & B.Salomon
- Elymus riparius  Wiegand
- Elymus russellii  (Melderis) Cope

## S

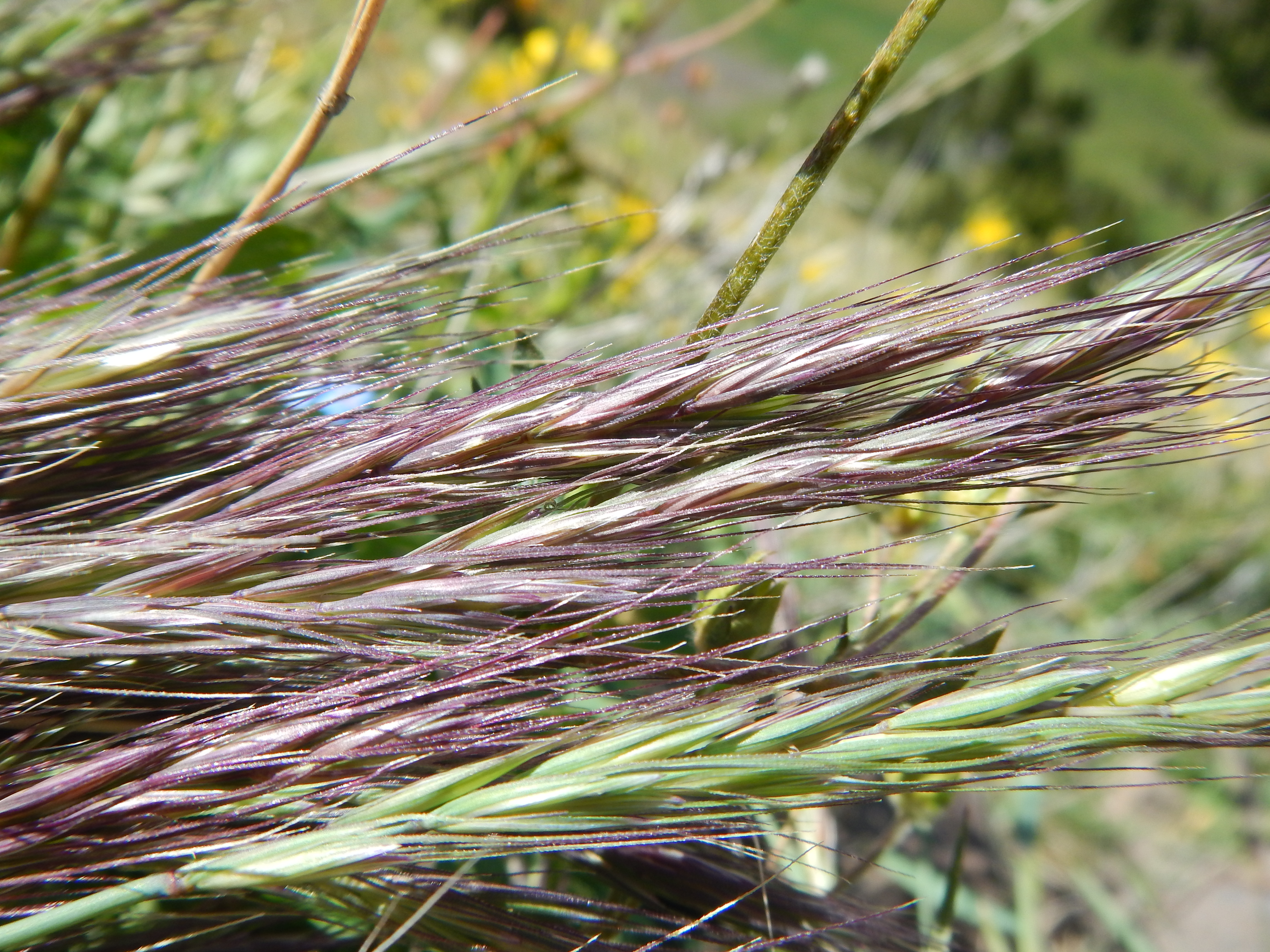
Elymus scribneri

- Elymus sajanensis (Nevski) Tzvelev, 1972
- Elymus × saundersii Vasey, 1884
- Elymus × saxicola Scribn. & J.G.Sm., 1898
- Elymus scabridulus (Ohwi) Tzvelev, 1968
- Elymus scabrifolius (Döll) J.H.Hunz., 1998
- Elymus scabriglumis (Hack.) Á.Löve, 1984
- Elymus schrenkianus (Fisch. & C.A.Mey. ex Schrenk) Tzvelev, 1960
- Elymus schugnanicus (Nevski) Tzvelev, 1972
- Elymus sclerophyllus (Nevski) Tzvelev, 1972
- Elymus scribneri (Vasey) M.E.Jones, 1912
- Elymus semicostatus (Steud.) Melderis, 1978
- Elymus serotinus (Keng) Á.Löve ex B.Rong Lu, 1995
- Elymus serpentinus (L.B.Cai) S.L.Chen & G.H.Zhu, 2002
- Elymus shandongensis B.Salomon, 1990
- Elymus shirazicus Assadi, 2017
- Elymus shouliangiae (L.B.Cai) S.L.Chen & G.H.Zhu, 2002
- Elymus sibinicus Kotukhov, 1992
- Elymus sibiricus L., 1753
- Elymus sikkimensis (Melderis) Melderis, 1978
- Elymus sinkiangensis D.F.Cui, 1990
- Elymus sinoflexuosus S.L.Chen & G.H.Zhu, 2002
- Elymus sinosubmuticus S.L.Chen, 2006
- Elymus smithii (Rydb.) Gould, 1947
- Elymus × spurius (Melderis) G.Singh, 1983
- Elymus stebbinsii Gould, 1947
- Elymus stenostachyus (Melderis) O.Andersson & Podlech, 1976
- Elymus strictus (Keng) S.L.Chen, 2006
- Elymus submuticus (Hook.) Smyth, 1913
- Elymus svensonii Church, 1967
- Elymus sylvaticus (Keng & S.L.Chen) S.L.Chen, 1988

## T

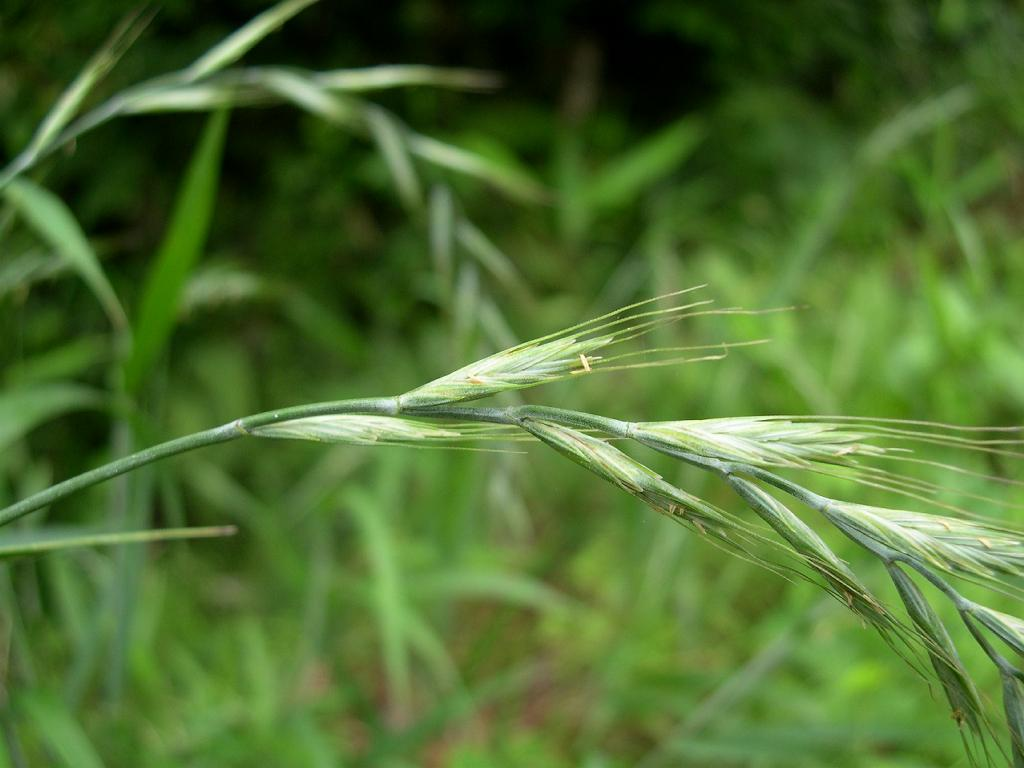
Elymus tsukushiensis

- Elymus tenuis (Buchanan) Á.Löve & Connor, 1982
- Elymus tenuispicus (J.L.Yang & Y.H.Zhou) S.L.Chen, 1997
- Elymus texensis J.J.N.Campb., 2006
- Elymus tibeticus (Melderis) G.Singh, 1983
- Elymus tilcarensis (J.H.Hunz.) Á.Löve, 1984
- Elymus transhyrcanus (Nevski) Tzvelev, 1972
- Elymus trichospicula (L.B.Cai) S.L.Chen & G.H.Zhu, 2002
- Elymus tridentatus (C.Yen & J.L.Yang) S.L.Chen, 1997
- Elymus troctolepis (Nevski) Tzvelev, 1972
- Elymus tsukushiensis Honda, 1936

## U
- Elymus uralensis (Nevski) Tzvelev, 1971

## V

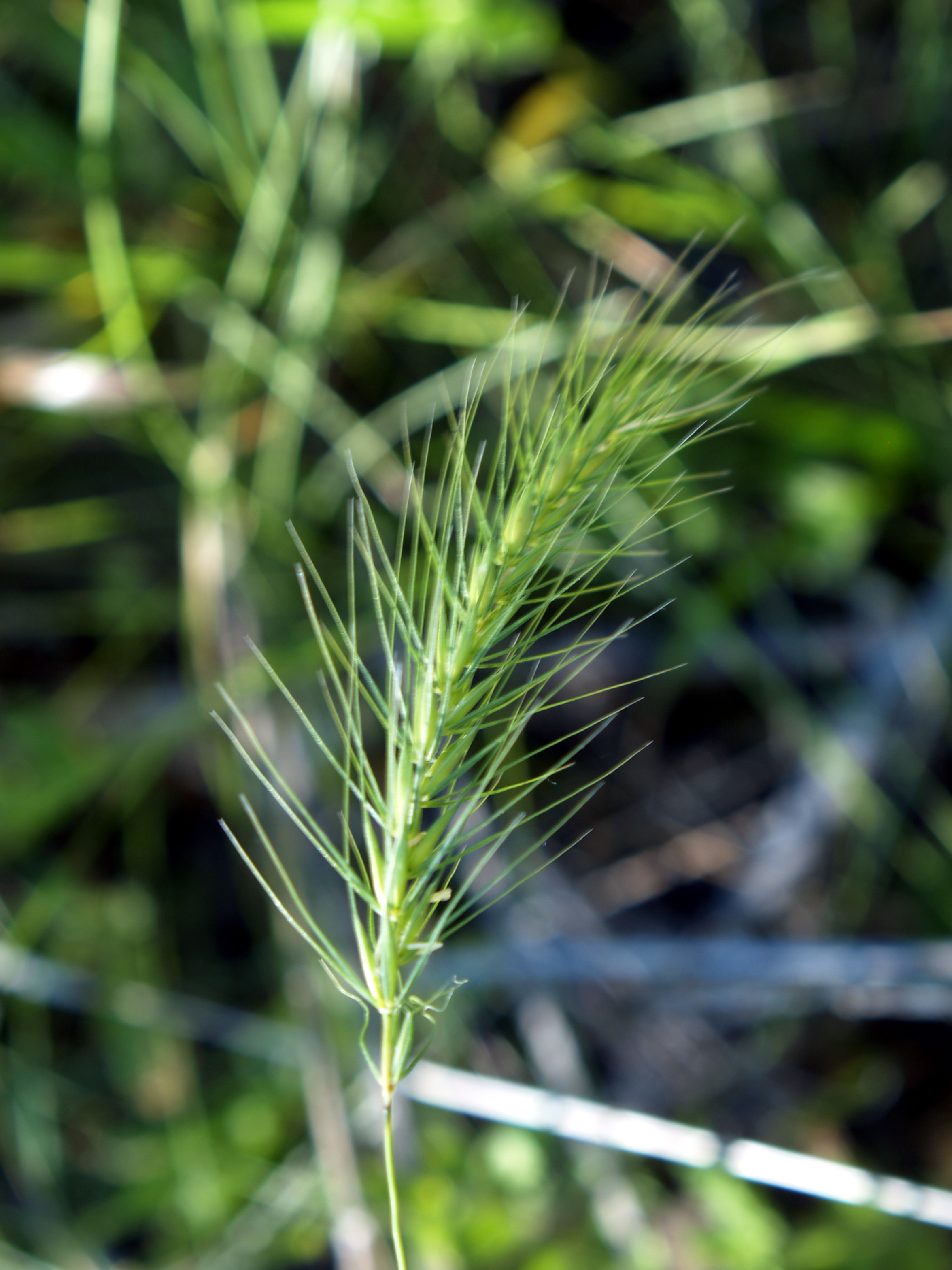
Elymus villosus

- Elymus × versicolor A.P.Khokhr., 1981
- Elymus villosus Muhl. ex Willd., 1809
- Elymus violaceus (Hornem.) J.Feilberg, 1984
- Elymus virginicus L., 1753
- Elymus viridulus (Keng & S.L.Chen) S.L.Chen, 1988
- Elymus vulpinus Rydb., 1909

## W
- Elymus wawawaiensis J.R.Carlson & Barkworth, 1998

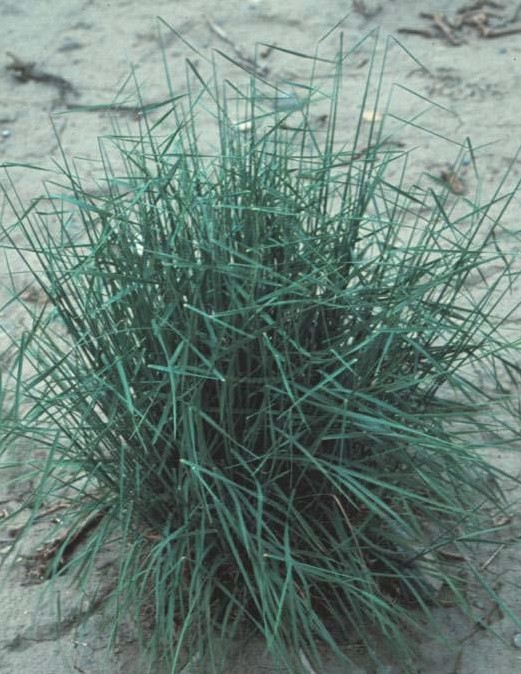
Elymus wawawaiensis

## Y
- Elymus yangiae B.Rong Lu, 1992
- Elymus × yukonensis (Scribn. & Merr.) Á.Löve, 1980
- Elymus yushuensis (L.B.Cai) S.L.Chen & G.H.Zhu, 2002

## Z
- Elymus zadoiensis S.L.Lu & Y.H.Wu, 2013
- Elymus zejensis Prob., 1984
- Elymus zhui S.L.Chen, 2006